# Лали (Хузестан)
Лали́  (перс. لالي‎) — небольшой город на юго-западе Ирана, в провинции Хузестан. Административный центр шахрестана Лали.
На 2006 год население составляло 16 213 человек; в национальном составе преобладают бахтиары.
Альтернативные названия: Дешт-э-Лали (Dasht-e Lali), Дешт-э-Лати (Dasht-e Lati), Лали Пелайен (Lali Pelayen).

27 декабря 2005 года, в районе Лали и его окрестностей произошло землетрясение магнитудой 5,1 по шкале Рихтера.

## География
Город находится на севере Хузестана, в предгорьях западного Загроса, на высоте 339 метров над уровнем моря.
Лали расположен на расстоянии приблизительно 105 километров к северо-востоку от Ахваза, административного центра провинции и на расстоянии 420 километров к юго-западу от Тегерана, столицы страны.